# МТС 236
МТС 236 — первый аппарат из новой линейки телефонов МТС. Модель телефона МТС 236 была разработана ZTE Corporation для оператора Vodafone и поставляется под брендом МТС в рамках стратегического партнерства двух операторов. В начале 2011 г. снят с производства и заменен в линейке моделью МТС 252.